# 中国飛龍専業航空
中国飛竜専業航空（ちゅうごく-ひりゅう-せんぎょう-こうくう）とは中華人民共和国黒竜江省ハルビン市（哈爾浜市）にある航空会社。ハルビン太平国際空港を拠点としている。

## 概要
1981年に哈爾浜飛機製造公司によって設立された。業務内容はハルビンと周辺部を結ぶ短距離航空路線の運行と哈爾浜飛機製造公司の生産した航空機を空輸することである。2005年にはネパールにネパール飛竜航空を設立(90%を出資)。2008年の四川大地震ではMi-26ヘリコプターを現地に救援に向かわせた。

## コードデータ
- IATA航空会社コード：FL
- ICAO航空会社コード：CFA
- コールサイン：FEILONG

## 保有機材
中国飛竜専業航空の機材は2007年3月現在以下の航空機で構成される
- Y-12型機 - 11機
- Mi-26型機 - 2機

## 事故
- 2008年6月15日　内モンゴル自治区赤峰市バイリン左旗碧流台郷で同社Y-12型機(B-3841)が墜落。同機は地質調査のため同日午後1時30分に赤峰空港を飛び立ち、午後4時30分(CST)ころ墜落した。乗務員3人が死亡し、国土資源庁職員1人が重傷を負った[2]。